# The Raveonettes
The Raveonettes son un dúo de indie rock de Dinamarca formado por Sune Rose Wagner, en guitarra y voz, y Sharin Foo, en bajo y voz. Sus canciones yuxtaponen la simplicidad estructural y los acordes del rock de los años 1950 y 1960, similares a los de The Everly Brothers, y una intensa instrumentación eléctrica, parecida a la de The Jesus and Mary Chain, usualmente con letras oscuras (crimen, drogas, asesinatos, suicidio, amor, entre otros tópicos), similares a las de una de las influencias de la banda, The Velvet Underground.  
«No nos asusta ser francos sobre lo que las referencias son en nuestra música», expresó Sharin Foo. «Para empezar, si miras nuestro nombre, The Raveonettes, es una referencia directa a The Ronettes y la canción de Buddy Holly, «Rave On!», así que, en ese sentido, somos bastante claros al respecto».

## Historia
El dúo se conoció en Copenhague y, después de formar la banda, empezó a grabar Whip It On en el Once Was & Sauna Recording Studio. A su vez, se unieron a la banda el guitarrista Manoj Ramdas y el batería de jazz Jakob Hoyer.
Oficialmente, la banda fue descubierta por el editor de la revista Rolling Stone, David Fricke, en el SPOT festival y su reseña sobre la presentación de la banda inmediatamente produjo varias ofertas de los sellos discográficos.
Whip It On (en donde todas las canciones duran menos de 3 minutos en clave Si bemol menor) fue nombrado el "Mejor Álbum de Rock del Año" en los Danish Music Awards (los equivalentes daneses del Grammy) el 1 de marzo de 2003, mientras The Raveonettes eran elegidos por Rolling Stone y Q Magazine como parte de la "Next Wave" de la música contemporánea.
Chain Gang of Love (en el que todas menos dos canciones duran menos de 3 minutos en clave Si bemol mayor) fue producido por el legendario Richard Gottehrer, autor de clásicos del rock como "My Boyfriend's Back" y "I Want Candy" y también productor de álbumes de Blondie, the Go-Go's, Richard Hell & the Voidoids, y muchos más. El álbum fue grabado en Dinamarca y Nueva York entre octubre, noviembre y diciembre de 2002 y mezclado en Londres a comienzos de 2003. Las trece canciones de Chain Gang of Love fueron escritas por Sune Rose Wagner con la excepción de "That Great Love Sound", que Sune coescribió con Gottehrer. El álbum ha sido comparado en ocasiones con Psychocandy, el álbum debut de The Jesus and Mary Chain.
El álbum Pretty in Black abrió la paleta musical del dúo, contando con la voz invitada de Ronnie Spector de The Ronettes como así también con aportes instrumentales de Maureen Tucker (de The Velvet Underground) y Martin Rev. Este era el primer álbum en el que Sharin Foo no tocó el bajo, siendo el bajista Anders Christensen el que tocó este instrumento en la grabación y que ahora se presenta junto a la banda en las giras. A finales de la gira de 2005, el guitarrista Manoj Ramdas dejó la banda para concentrarse en su nueva banda SPEKTR.
El quinto álbum de la banda, In And Out Of Control salió a la venta el 5 de octubre de 2009.
En mayo de 2011, se publica Raven In The Grave. El disco consta de 9 canciones que aun siendo poseedoras de unos matices más oscuros y quizá no tan alegres como los que se encuentran en muchos de sus anteriores trabajos, mantienen el altísimo nivel melódico característico de los daneses.
En septiembre del año 2009 la banda Danesa The Asteroids Galaxy Tour incluye en su álbum debut la versión Attack Of The Ghost Riders como bonus track.
El 5 de enero de 2015, Low Festival confirmó a The Raveonettes como una de las bandas de su cartel en la edición de 2015, que se celebrará del 24 al 26 de julio en Benidorm.

## Discografía

### Álbumes
- 2002: Whip It On
- 2003: Chain Gang Of Love.
- 2005: Pretty In Black.
- 2007: Lust, Lust, Lust.
- 2009: In And Out Of Control.
- 2011: Raven in the Grave.
- 2011: Rarities & B-Sides.
- 2012: Observator.
- 2014: Pe´ahi.
- 2017: 2016 Atomized.

### Sencillos
- 2002: "Attack Of The Ghostriders".
- 2003: "That Great Love Sound".
- 2003: "Heartbreak Stroll".
- 2004: "That Great Love Sound" (reedición).
- 2005: "Love in a Trashcan".
- 2007: "Dead Sound".
- 2007: "Aly Walk With Me"
- 2008: "The Beat Dies".
- 2009: "'Bang /Last Dance".
- 2009: "Heart Of Stone"[5]
- 2011: "Forget That You're Young"
- 2011: "Recharge & Revolt"
- 2011: "Aparittions"
- 2011: "Let Me On Out"
- 2012: "Night Come Out"
- 2016: "NVRLND"